# Krisztina Fazekas Zur
Krisztina Fazekas Zur (n. 1 august 1980, Budapesta, Republica Populară Ungară) este o caiacistă ce a reprezentat Statele Unite ale Americii, medaliată olimpică. A participat la 2 ediții ale Jocurilor Olimpice (2012, 2016) în care a câștigat o medalie de aur.